# Agnes Kittelsen
Agnes Kittelsen (Kristiansand, 20 maggio 1980) è un'attrice norvegese.

## Biografia
Dopo essersi diplomata presso Kunsthøgskolen i Osli nel 2003, ha lavorato presso il Den Nationale Scene al 2004 al 2006 per poi lavorare al Nationaltheatret nel 2007.

## Filmografia (parziale)

### Cortometraggi
- Bagasje (2006)
- Road Movie (2006)
- Neglect (2010)

### Cinema
- Sykt lykkelig - regia di Anne Sewitsky (2010)
- Alla ricerca della stella del Natale - regia di Nils Gaup (2012)
- Kon-Tiki - regia di Joachim Rønning e Espen Sandberg (2012)
- Hjelperytteren - regia di Jannicke Systad Jacobsen (2019)

## Doppiatrici italiane
Nelle versioni in italiano delle opere in cui ha recitato, Agnes Kittelsen è stata doppiata da
- Emanuela Rossi in Alla ricerca della stella del Natale

## Riconoscimenti
Premio Amanda 2009: Miglior attrice non protagonista in Max Manus